# Língua äiwoo
Äiwoo é uma língua Oceânica falada nas Ilhas Santa Cruz e ilhas Reef na província de Temotu nas Ilhas Salomão.

## Nome
A língua Äiwoo é conhecida sob muitos nomes na literatura, incluindo: Aŷiwo, Ayiwo, Aïwo, Gnivo, Lanlom, Lomlom, Naaude, Nifilole, Nivo, Reef Islands e Reefs.

## Falantes e distribuição
Äiwoo tem cerca de 8.400 falantes nativos, com cerca de 5 a 6 mil deles vivendo nas ilhas Reef e o restante vivendo nas ilhas Santa Cruz.
Como tal, Äiwoo é a maior das línguas Reef I Santa Cruz. A maioria dos falantes vive nas ilhas Ngawa e Ngäsinue das Ilhas Reef; outros vivem em algumas aldeias em Vanikoro ou em ilha Nendö, como Kala Bay. Finalmente, algumas comunidades foram recentemente estabelecidas na capital Honiara, notadamente no distrito de White River.

## Sociolinguística
Nas ilhas Reef, Äiwoo é a principal língua falada por todo o seu povo. A maioria deles também fala Pidgin, a língua franca das Ilhas Salomão, enquanto apenas algumas pessoas também falam inglês. O sistema de ensino usa Äiwoo no ensino primário e secundário, embora uma ortografia padronizada para Äiwoo ainda não tenha sido adotada, resultando em um declínio de pessoas que sabem ler e escreve a língua.

## Fonologia

### Consoantes
|           |                  | Labial | Labial | Alveolar | Palatal | Velar |
| plana     | Labial.arredond. |        |        | Alveolar | Palatal | Velar |
| --------- | ---------------- | ------ | ------ | -------- | ------- | ----- |
| Nasal     | sonora           | m      | mʷ     | n        | ɲ       | ŋ     |
| Oclusiva  | prenasalizada.   | ᵐb     | ᵐbʷ    | ⁿd       | ⁿd͡ʒ     | ᵑg    |
| Oclusiva  | surda            | p      | pʷ     | t        |         | k     |
| Fricativa |                  |        | s      |          |         |       |
| Semivogal | Semivogal        | ʋ      | w      | l        |         |       |

- As oclusivas sonoras são pré-nasalizadas por padrão, mas podem ser percebidas de forma oral simples: ex:ᵐbʷ é percebido ᵐbʷ ~ bʷ.
- A semivogal lábio-dental sonoro /ʋ/ também pode ser percebida como uma fricativa [v].
- /s/ também pode ser ouvido como uma africada [t͡s].
- /t/ também pode ser ouvido como sons róticos [ɾ, r] dentro de palavras.[1]

### Vogais
|              | Anterior | Central | Posterior |
| ------------ | -------- | ------- | --------- |
| Fechada      | i        |         | u         |
| Meio fechada | e        |         | o         |
| Meio aberta  | æ        |         |           |
| Aberta       |          | a       | ɑ ~ ɒ     |

## Ortografia
Äiwoo usa uma variação do alfabeto latino. As seguintes convenções de ortografia são tiradas do dicionário de Næss de Äiwoo.
| Ortografia Äiwoo | a | ä | â    | b      | bw      | d     | e | g     | i | j       | k | l | m | mw | n | ng | ny | o | p | pw | s     | t       | u | v    | w |
| IPA              | a | æ | ɑ, ɒ | ᵐbʷ, b | ᵐbʷ, bʷ | ⁿd, d | e | ᵑg, g | i | ⁿd͡ʒ, d͡ʒ | k | l | m | mʷ | n | ŋ  | ɲ  | o | p | pʷ | s, t͡s | t, ɾ, r | u | ʋ, v | w |

Observe-se que Äiwoo distingue ä [æ] e â [ɑ,ɒ], os quais aparecem na palavra kânongä 'eu quero'.

## Amostra de texto
- Liâtolenâ mo sime bââ. Go sime bangä dä kumo ilâ ngä temotu eââ.- Eles remaram para a praia, mas não havia pessoas. Porque ninguém morava naquela ilha ainda.
- Kiteuläijowâ ile temotu iliaa-käilenä -Exploraram a ilha a que tinham chegado.
- Kiäpitokâno nupää ngä numomoji. - Eu coloquei um pano na canoa (para tapar o buraco)
- Lenge peluwoo äängi nogo miluwopa dâu manato. - Atualmente, a maioria dos ilhéus do recife tem nomes europeus.